# Descomposición de Reynolds
En dinámica de fluidos y turbulencia, la descomposición de Reynolds es una técnica matemática utilizada para separar el  valor de expectativa de una cantidad de sus fluctuaciones.

## Descomposición
Por ejemplo, para una cantidad {\displaystyle u} la descomposición sería
{\displaystyle u(x,y,z,t)={\overline {u(x,y,z)}}+u'(x,y,z,t)}
donde {\displaystyle {\overline {u}}} denota el valor de la expectativa de {\displaystyle u}, (a menudo llamado la componente constante/tiempo, espacial o  media del conjunto), y {\displaystyle u'}, son las desviaciones del valor de la expectativa (o fluctuaciones). Las fluctuaciones se definen como el valor de expectativa restado de la cantidad {\displaystyle u} tal que su media móvil es igual a cero.
El valor esperado, {\displaystyle {\overline {u}}}, a menudo se encuentra a partir de una media de conjunto que es un promedio tomado sobre múltiples experimentos en condiciones idénticas. El valor esperado también se denota a veces como {\displaystyle \langle u\rangle }, pero también se ve a menudo con la notación sobre-barra.
La simulación numérica directa, o resolución de las ecuaciones de Navier-Stokes completamente en {\displaystyle (x,y,z,t)}, sólo es posible en mallas computacionales extremadamente finas y pasos de tiempo pequeños incluso cuando los números de Reynoldss son bajos, y se vuelve prohibitivamente costosa computacionalmente a números de Reynolds altos. Debido a las restricciones computacionales, las simplificaciones de las ecuaciones de Navier-Stokes son útiles para parametrizar la turbulencia que son más pequeñas que la malla computacional, permitiendo dominios computacionales más grandes.
La descomposición de Reynolds permite simplificar las ecuaciones de Navier-Stokes sustituyendo la suma de la componente estacionaria y las perturbaciones en el perfil de velocidades y tomando el  valor medio. La ecuación resultante contiene un término no lineal conocido como tensiones de Reynolds que da lugar a la turbulencia.